# Machaerina ayangannensis
Machaerina ayangannensis är en halvgräsart som beskrevs av Mark T. Strong. Machaerina ayangannensis ingår i släktet Machaerina och familjen halvgräs. Inga underarter finns listade i Catalogue of Life.